# Cassius Felix
Cassius Felix est un médecin originaire de Numidie et actif vers 450 apr. J.-C. Il est l'auteur d'un traité en latin intitulé De medicina (De la médecine), basé sur les auteurs grecs, qui fournit une somme des diverses maladies et de leurs traitements.